# Xironogiton kittitasi
Xironogiton kittitasi är en ringmaskart som beskrevs av Holt 1974. Xironogiton kittitasi ingår i släktet Xironogiton och familjen kräftmaskar. Inga underarter finns listade i Catalogue of Life.